# Altaarciborie

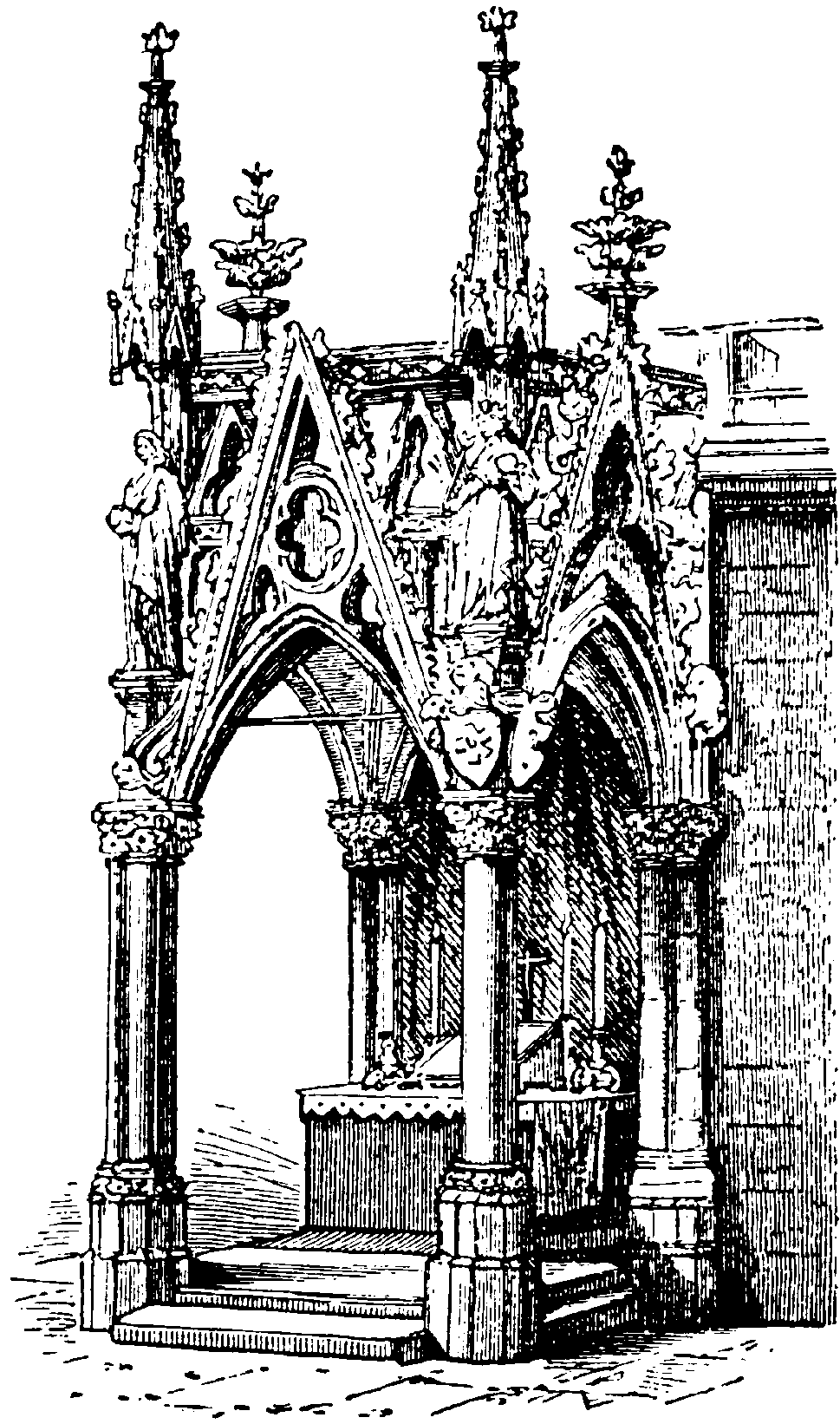
Altaar met altaarciborie in de Dom van Regensburg

Het altaarciborium of de altaarciborie (van het Griekse kiboorion; "peul van Egyptische boon") is een altaaroverkapping die op vier zuilen rust en de vorm heeft van een omgekeerde drinkbeker (zie ook ciborie) van metaal, hout of steen. Soms heeft het ook de vorm van een baldakijn. Oorspronkelijk was het bedoeld als bescherming, maar later werd het meer als versiering toegepast.
Altaarciboria komen voor in zowel katholieke als oosters-orthodoxe kerken. In een koptische kerk heeft het altaar altijd een ciborium.
Het wordt voor de eerste maal vermeld in het Liber pontificalis (5e-6e eeuw) en veelvuldig toegepast in de grote Romeinse basilieken. De Baldakijn van Bernini boven het altaar van de Sint-Pietersbasiliek in het Vaticaan is een beroemd ciborium.

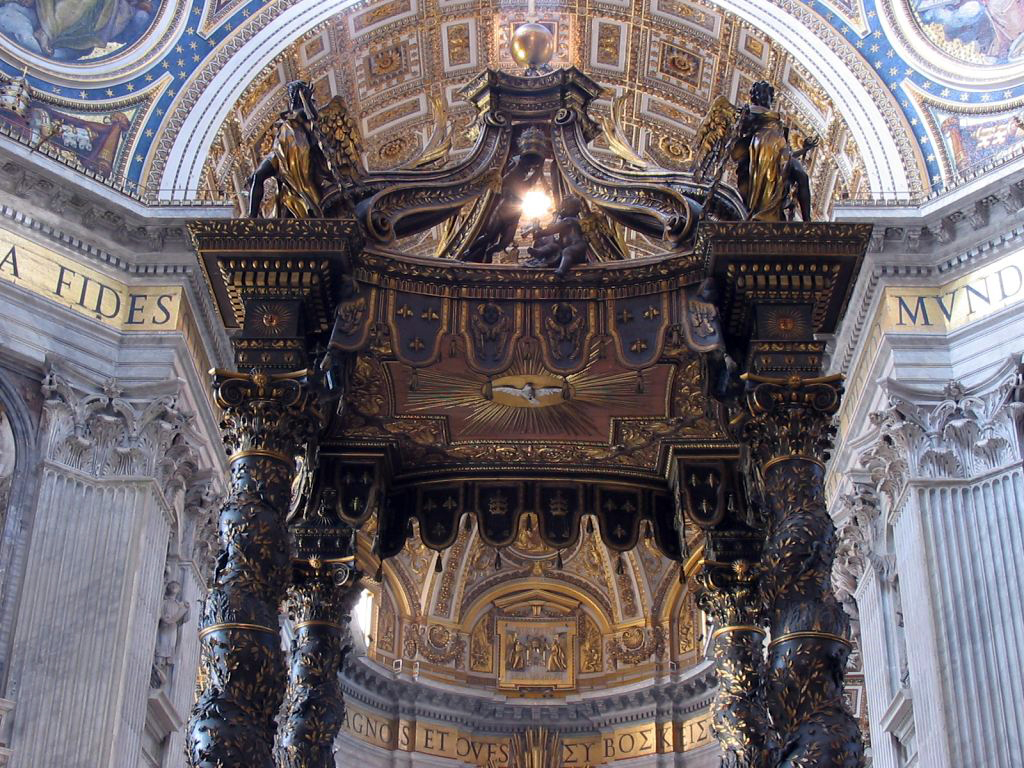
Sint-Pietersbasiliek, Rome
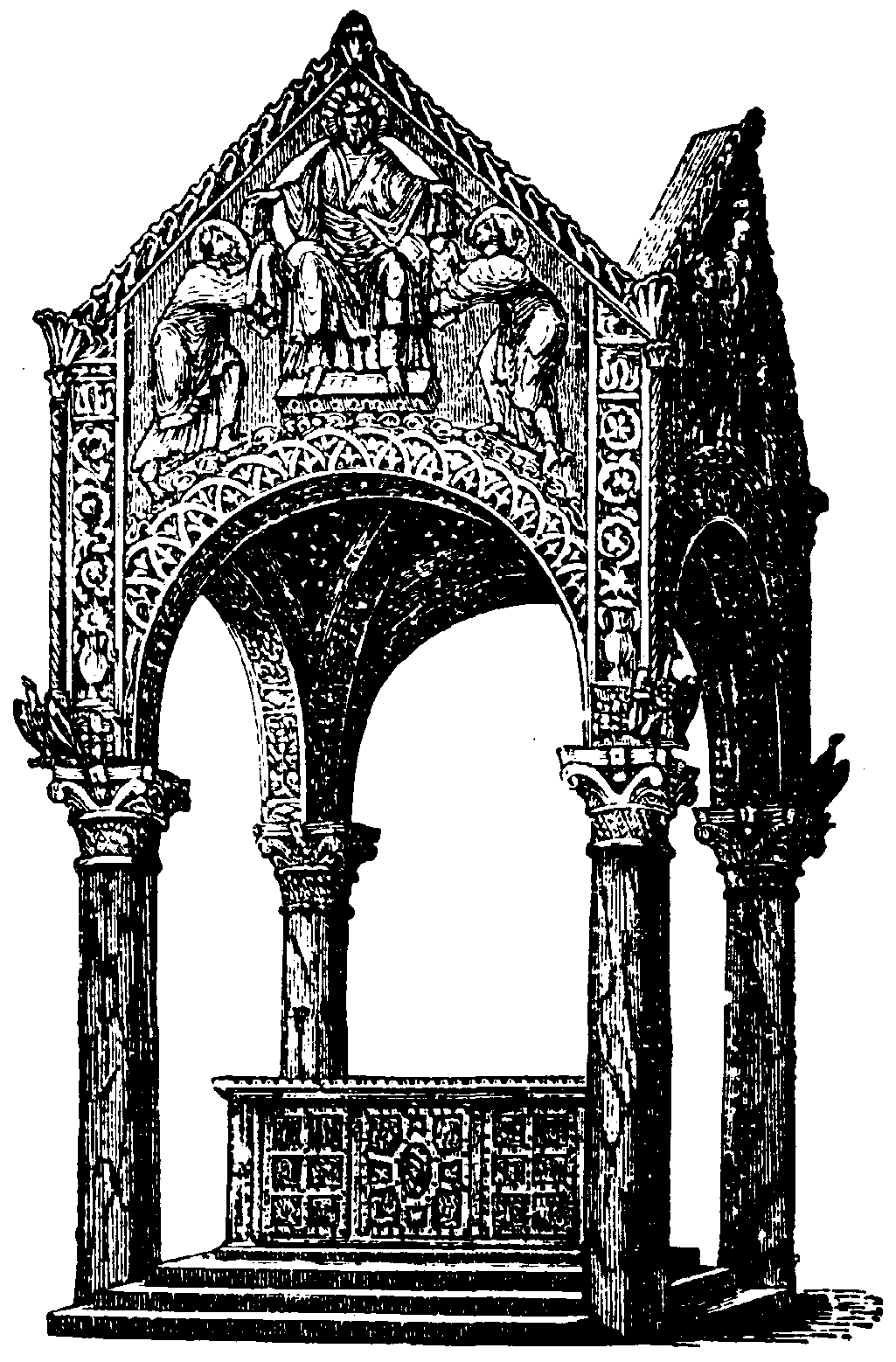
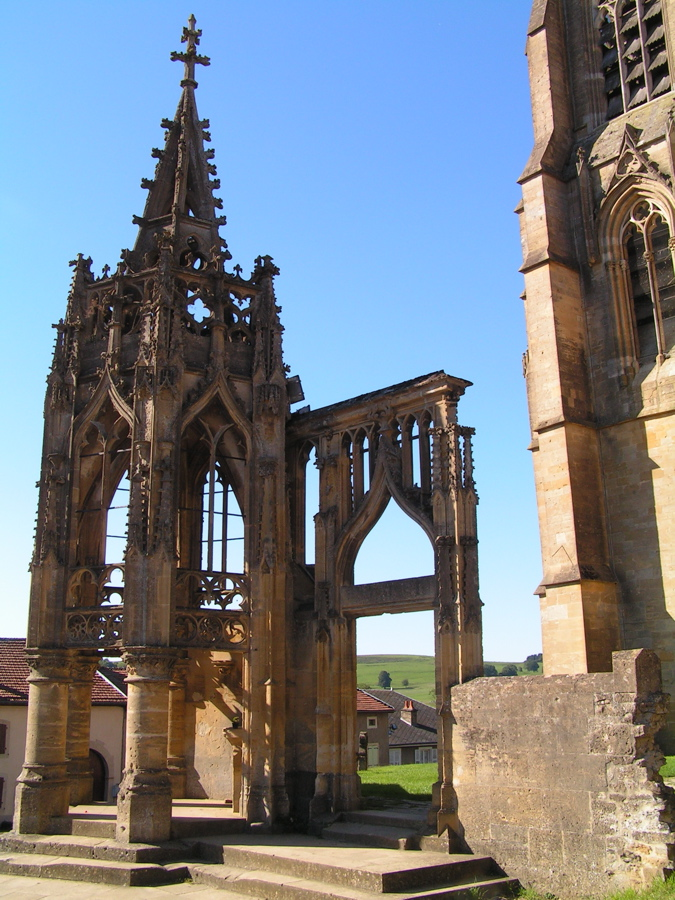
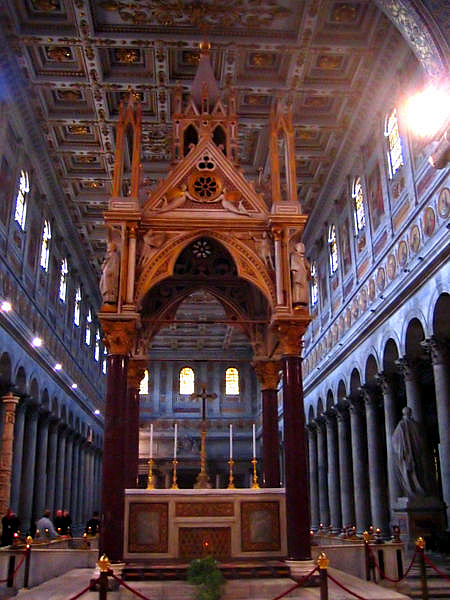
Sint-Paulus buiten de Muren, Rome
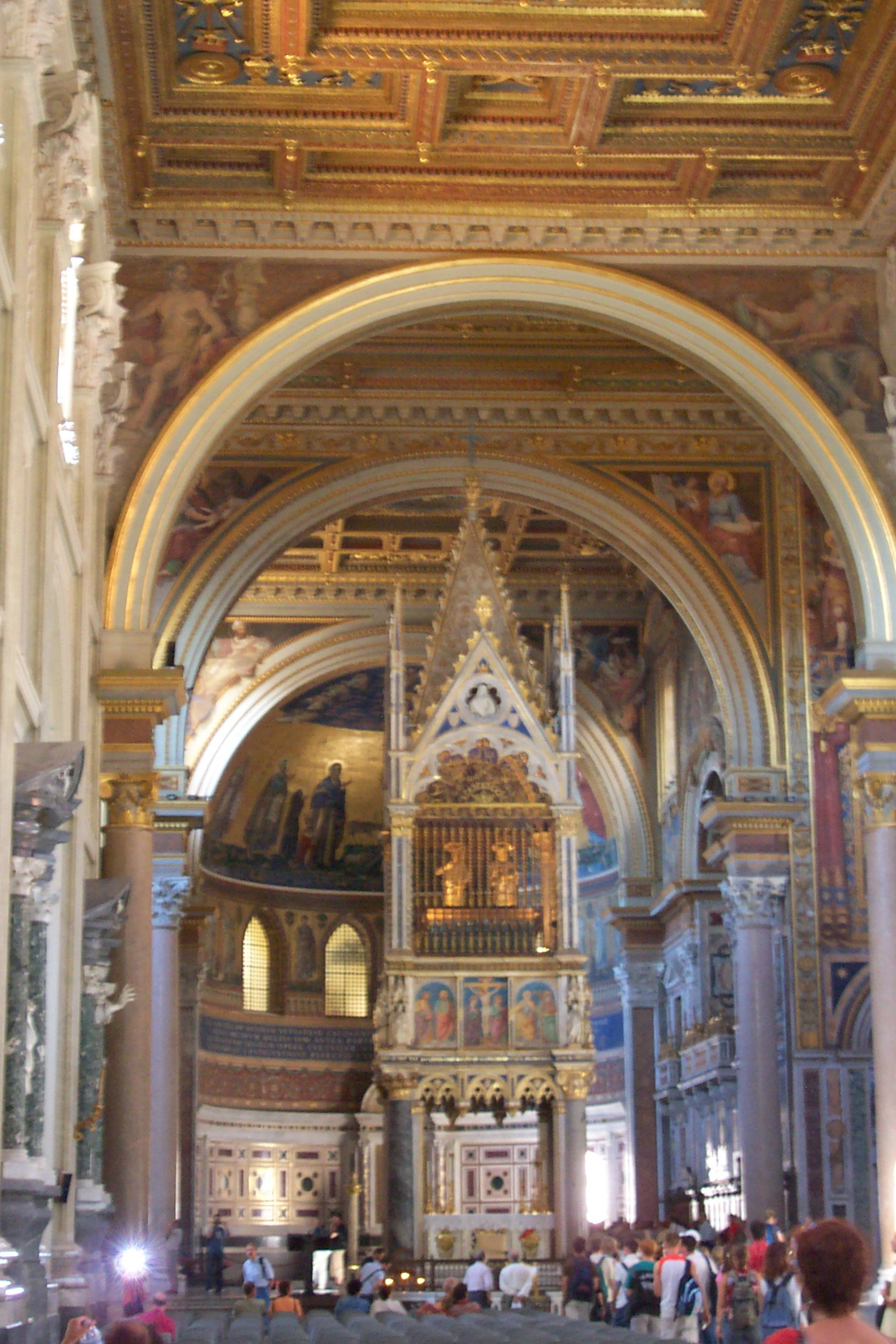
Sint-Jan van Lateranen, Rome
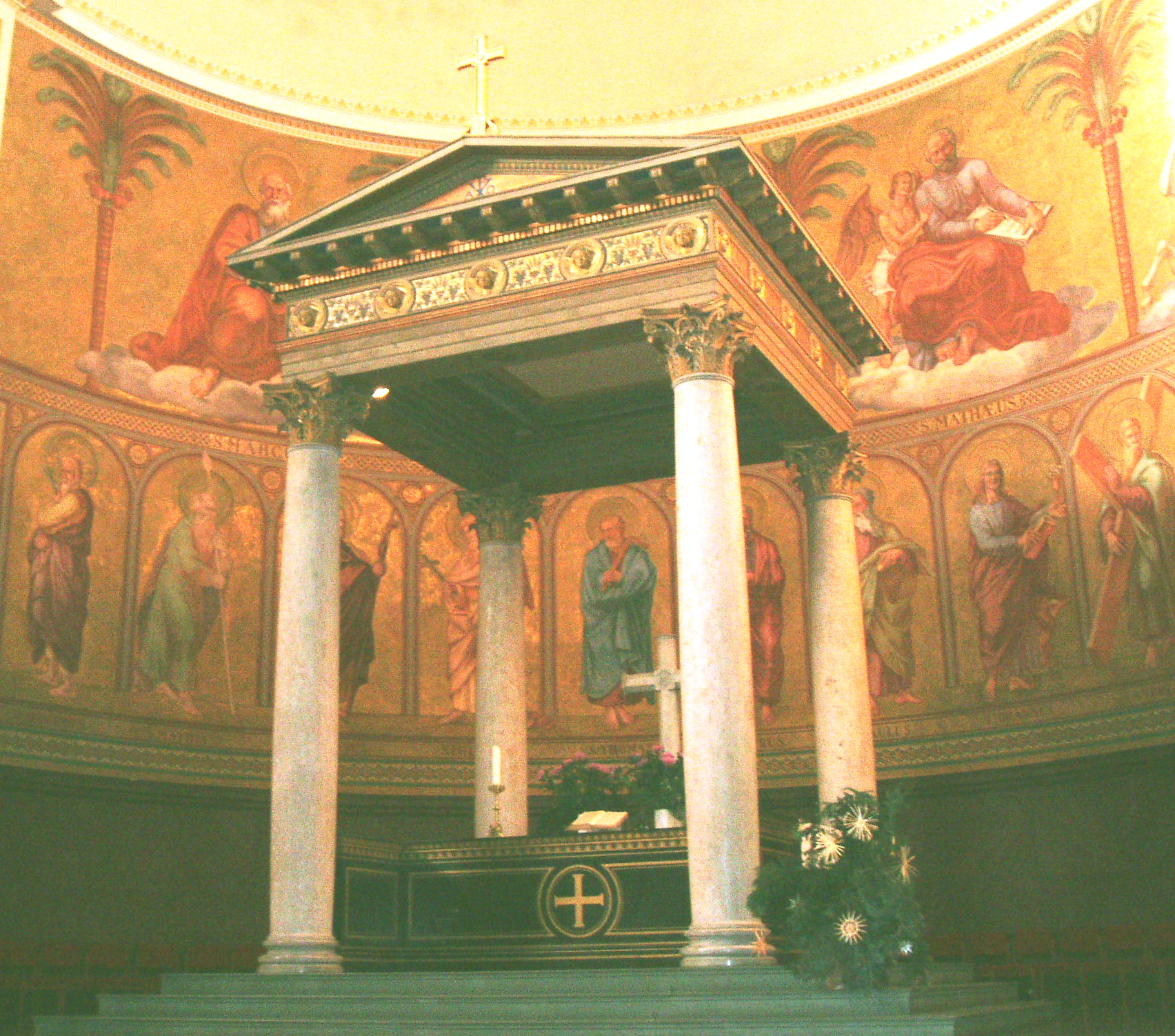
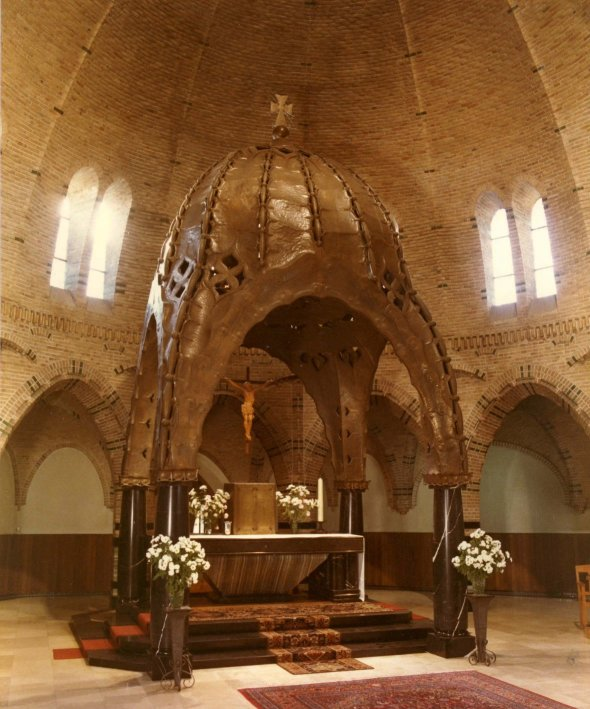
Sint Janskerk te Waalwijk, 1924
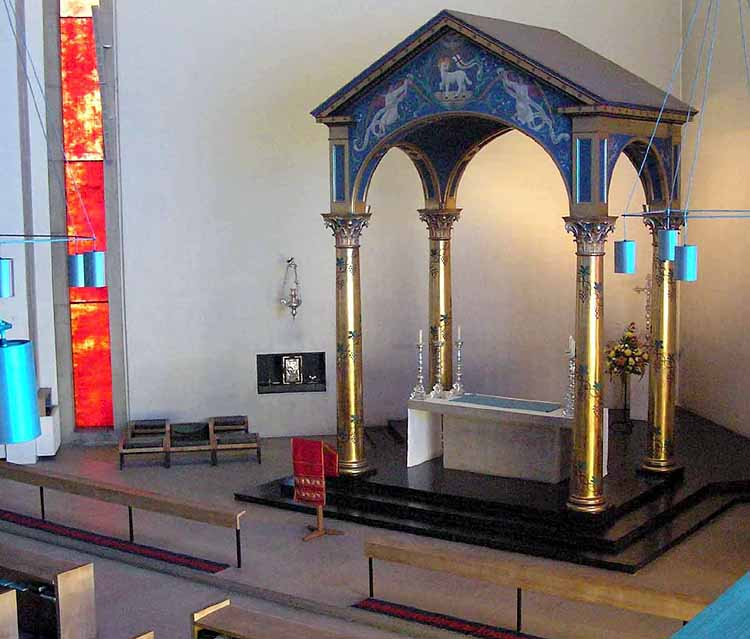